# Comte das Galveias
 (mars 2020).
Si vous disposez d'ouvrages ou d'articles de référence ou si vous connaissez des sites web de qualité traitant du thème abordé ici, merci de compléter l'article en donnant les références utiles à sa vérifiabilité et en les liant à la section « Notes et références ».
Le titre de comte das Galveias a été créé par le roi Pierre II de Portugal, le 10 novembre 1691, en faveur de Diniz de Melo e Castro.

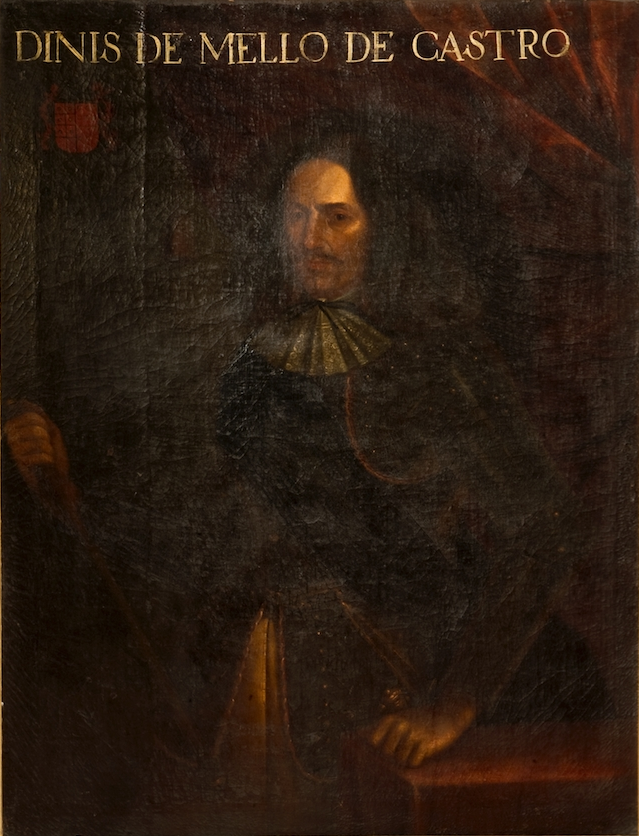
Feliciano de Almeida, Portrait de Dinis de Melo e Castro, 1673-1675, Florence, Galerie des Offices

## Liste des comtes das Galveias
- Diniz de Melo e Castro (1624-1709), 1er comte
- Pedro de Melo e Castro (1660-1738), 2e comte
- António de Melo e Castro (1689-17..), 3e comte
- André de Melo e Castro (1668-1753), 4e comte
- João de Almeida de Melo e Castro (1756-1814), 5e comte
- Francisco de Almeida de Melo Castro (1758-1819), 6e comte
- António Francisco Lobo de Almeida de Melo et Castro de Saldanha et Beja (1795-1871), 7e comte
- Francisco Xavier Lobo de Almeida de Melo e Castro (1824-1892), 8e comte
- José de Avilez de Almeida de Melo e Castro (1872-1972), 9e comte
- José Lobo de Almeida de Melo e Castro (1896-1940), 10e comte.